# Diplodia buxi
Diplodia buxi är en svampart som beskrevs av Fr. 1849. Diplodia buxi ingår i släktet Diplodia och familjen Botryosphaeriaceae.   Inga underarter finns listade i Catalogue of Life.